# Richard T. Sollenberger
Richard Talbot Sollenberger (* 1. Februar 1907 in Baltimore; † 21. August 1975 in South Hadley) war ein US-amerikanischer emeritierter Professor für Psychologie und Pädagogik am Mount Holyoke College.

## Leben
Seine Eltern waren Lawrence Randal and Ella (Morrow) Sollenberger. Seinen Bachelor of Science erwarb er 1930 an der University of Virginia, ebenso 1933 seinen Master of Science. 1936 bekam er hier seinen Doktorgrad in Philosophie.
Seine Berufstätigkeit begann er 1933 als Klinischer Psychologe am University of Virginia Hospital. 1936 wurde er Forschungsassistent und Dozent am Institute Human Relations der Yale University. 1940 wechselte er als Assistenzprofessor an das Mount Holyoke College. Er diente von 1942 bis 1946 als Oberstleutnant in den United States Army Air Forces und war Chef der Psychologie in der Forschungsabteilung in Mitchel Field. 1946 wurde er am Mount Holyoke College zum außerordentlichen Professor und ab 1950 zum Professor ernannt. 1975 trat er in den Ruhestand. Während seiner Aktivzeit fungierte er 1942 als Gastdozent am Smith College, 1951 an der University of Virginia, 1959 an der University of Michigan und 1963 an der University of Massachusetts.

## Werk
Während seiner Zeit an der Yale University arbeitete er an der frühen Version der Frustrations-Aggressions-Hypothese mit. Während seiner Zeit bei der Air Force sammelte er Daten über die Leistungsfähigkeit des Personals, die dann als Kriterien für die Bewertung der Tests zur Auswahl des Flugpersonals verwendet werden konnten. Er analysierte die Aufgaben und Leistungskriterien sowie die Validierungsstudien für jede Spezialität des fliegenden Personals. Später wird er als Pädagogischer Psychologe bezeichnet.

## Ehrungen
- Vizepräsident des Verwaltungsrats der Area Mental Health Association
- Mitglied der American, Eastern, Massachusetts psychological association
- Mitglied der American Association for the Advancement of Science
- Mitglied von Sigma Xi

## Privates
Er heiratete am 2. September 1933 Marian Worthington; aus der Ehe stammen ein Sohn, Richard W. Sollenberger († 24. März 2008), und eine Tochter, Alice, verh. Moore.

## Publikationen (Auswahl)
- Chinese-American Child-rearing Practices and Juvenile Delinquency.  Verlag Journal Press, 1968.
- Mit Meredith P. Crawford, Lewis B. Ward, Clarence W. Brown, and Edwin E. Ghiselli: Psychological research on operational training in the Continental Air Forces. U.S. Government Printing Office, Washington 1947.
- Some Relationships Between the Urinary Excretion of Male Hormone by Maturing Boys and their Expressed Interests and Attitudes. The Journal of Psychology, 1940 9 (1), S. 179–189.
- Download. Mit John Dollard; Leonard Doob; Neal Elgar Miller; Orval Hobart Mowrer; Robert R. Sears in Zusammenarbeit mit Clellan S. Ford; Carl Iver Hovland: Frustration and aggression.  Institute of human relations by Yale University Press, New Haven 1939.
- W. Dennis: Negative adaptation in the maze exploration of albino rats. Journal of Comparative Psychology, 1934, 18(2), S. 197–206.